# Wybory prezydenckie w Stanach Zjednoczonych w 1796 roku
Wybory prezydenckie w Stanach Zjednoczonych w 1796 roku – trzecie wybory prezydenckie w historii Stanów Zjednoczonych. W ich wyniku wyłoniono drugiego prezydenta Stanów Zjednoczonych, Johna Adamsa, i drugiego wiceprezydenta, Thomasa Jeffersona. Dotychczasowy prezydent George Washington nie ubiegał się o reelekcję na trzecią kadencję.
Były to pierwsze wybory prezydenckie w Stanach Zjednoczonych, po których nastąpiło przekazanie władzy przez urzędującego prezydenta; pierwsze, które nie zakończyły się jednogłośnym wyborem jednego z kandydatów; i pierwsze, w których udział brał stan Tennessee. Były to również jedyne wybory prezydenckie w Stanach Zjednoczonych, które zakończyły się wyborem prezydenta i wiceprezydenta, kandydujących z ramienia dwóch różnych ugrupowań.

## Tło historyczne
Partie polityczne były już wówczas ukształtowane: Alexander Hamilton przewodził Partii Federalistycznej, natomiast Thomas Jefferson – Partii Demokratyczno-Republikańskiej. W ostatnim roku prezydentury George'a Washingtona Thomas Jefferson zrezygnował ze stanowiska w jego gabinecie. Powodem był spór z Alexanderem Hamiltonem, który zdaniem Jeffersona miał większy wpływ na politykę ekonomiczną prezydenta. Jefferson zdobywał powszechnie coraz większą popularność, a jego zwolennicy zaczęli nazywać siebie Jeffersonistami.
Jedną z kontrowersji, która stała się przedmiotem debat publicznych była decyzja George'a Washingtona o wysłaniu Johna Jaya do Anglii, aby uregulować stosunki między państwami. Efektem tych negocjacji był Traktat Jaya, który miał zapewnić Stanom Zjednoczonym pokój. W 1795 Washington ponownie wysłał Jaya do Anglii, aby upewnił się, że traktat będzie przestrzegany. Jeffersoniści zarzucali prezydentowi, że umowa pozwala Anglii ignorować deklaracje Stanów Zjednoczonych o neutralności i dokonywać abordażu amerykańskich statków oraz wcielać je do angielskiej armii, zmuszając załogę do udziału w wojnie angielsko-francuskiej. Sam John Jay przyznawał, że Anglicy mogą przejmować amerykańskie towary wysyłane do Francji, jeśli za nie zapłacą lub konfiskować francuskie towary wysyłane do Stanów Zjednoczonych bez zapłaty. Tymczasem federaliści organizowali wiece poparcia dla Traktatu Jaya i George'a Washingtona.
19 września 1796 gazeta American Daily Advertiser opublikowała list pierwszego prezydenta, który przeszedł do historii jako George Washington's Farewell Address. Wkrótce został on przedrukowany przez inne gazety. W liście Washington ogłosił, że przechodzi na emeryturę i nie będzie ubiegał się o trzecią kadencję. Był to początek tradycji, zgodnie z którą kolejni prezydenci Stanów Zjednoczonych nie ubiegali się o trzecią kadencję, choć prawo im na to pozwalało.

## Ordynacja wyborcza
Wybory prezydenckie w 1796 roku rządziły się tymi samymi zasadami co wybory w 1792. Zgodnie z ordynacją wyborczą ustaloną 13 września 1788 przez Kongres Konfederacyjny każdy uprawniony stan nominował elektorów zgodnie z własną ordynacją wyborczą, a następnie każdy elektor w czasie posiedzenia Kolegium Elektorów oddawał dwa głosy – na prezydenta i wiceprezydenta, jednak bez rozróżnienia. Osoba, która otrzymałaby w sumie najwięcej głosów, miała zostać prezydentem, a druga w kolejności wiceprezydentem. Elektorom nie wolno było oddawać głosów na dwóch kandydatów pochodzących z tego samego stanu, z którego pochodzi głosujący na nich elektor. Większość stanów, która przeprowadziła wybory powszechne stosowała ordynację opartą na tej pochodzącej z okresu kolonialnego, która uprawniała do głosowania tylko wolnych białych mężczyzn wyznania protestanckiego, którzy płacili podatki, posiadali ziemię i ukończyli 21 lat.
Na mocy uchwały z marca 1792, posiedzenie Kolegium Elektorów odbyło się w pierwszą środę grudnia.

## Kandydaci

### Partia Federalistyczna
Gdy George Washington ogłosił w 1796 roku, że nie będzie ubiegać się o trzecią kadencję, naturalnym kandydatem federalistów stał się dotychczasowy wiceprezydent John Adams. Ponieważ pochodził on ze stanu Massachusetts, czyli z północy, partia nominowała także Thomasa Pinckneya, byłego gubernatora Karoliny Południowej, licząc na pozyskanie głosów wyborców z południowych stanów. Adams był promowany jako kandydat na prezydenta, a Pinckney na wiceprezydenta.

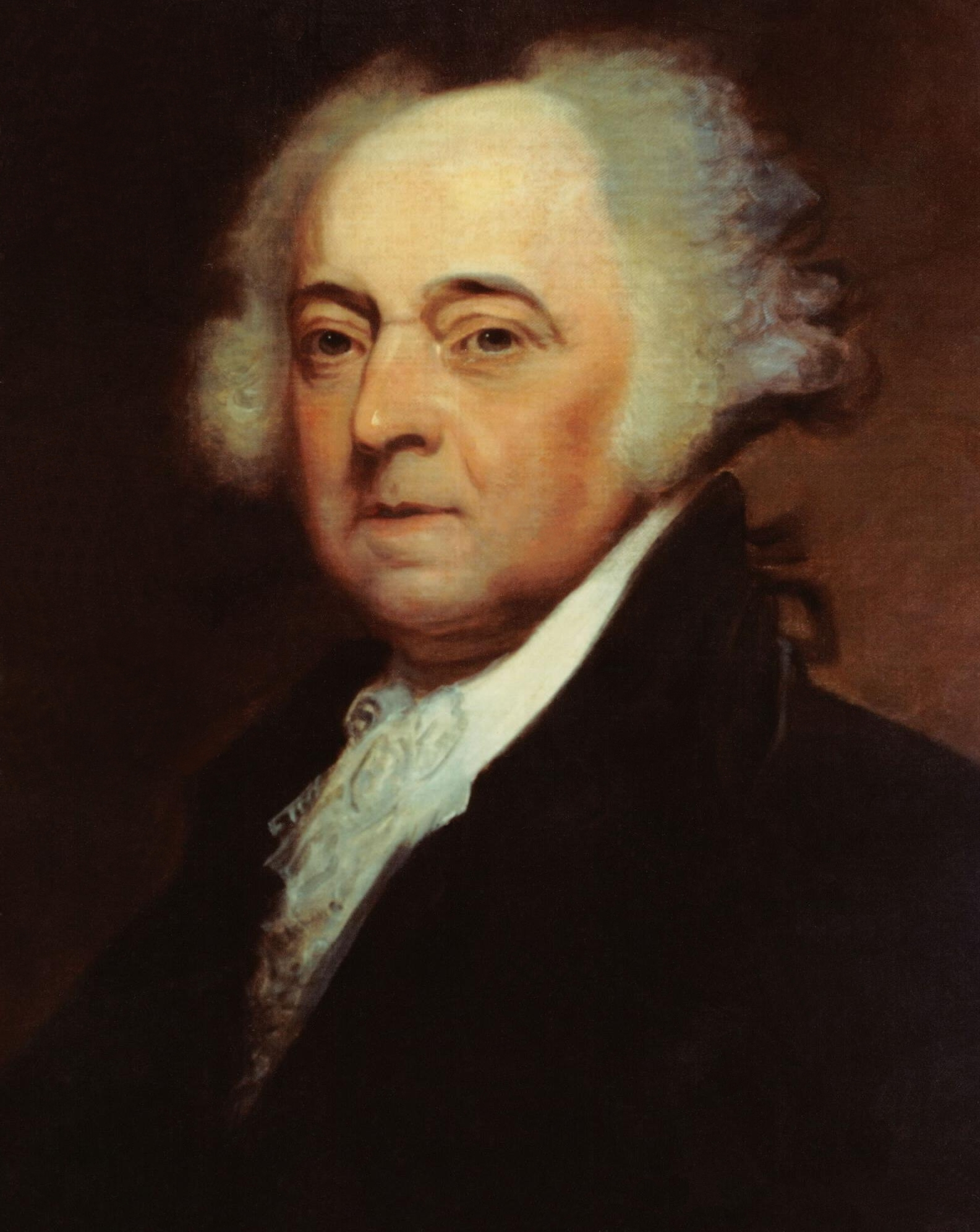
John Adams
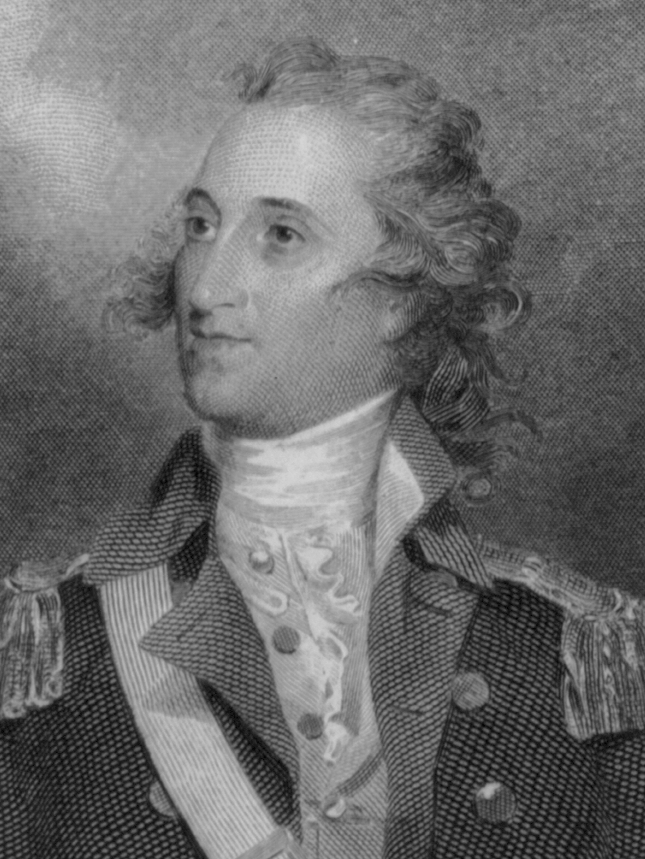
Thomas Pinckney

### Partia Demokratyczno-Republikańska
Kandydatem Partii Demokratyczno-Republikańskiej był partyjny przywódca Thomas Jefferson. Ponieważ pochodził on z południa, licząc na przekonanie wyborców z północy, partia promowała senatora z Nowego Jorku Aarona Burra jako swojego kandydata na stanowisko wiceprezydenta.

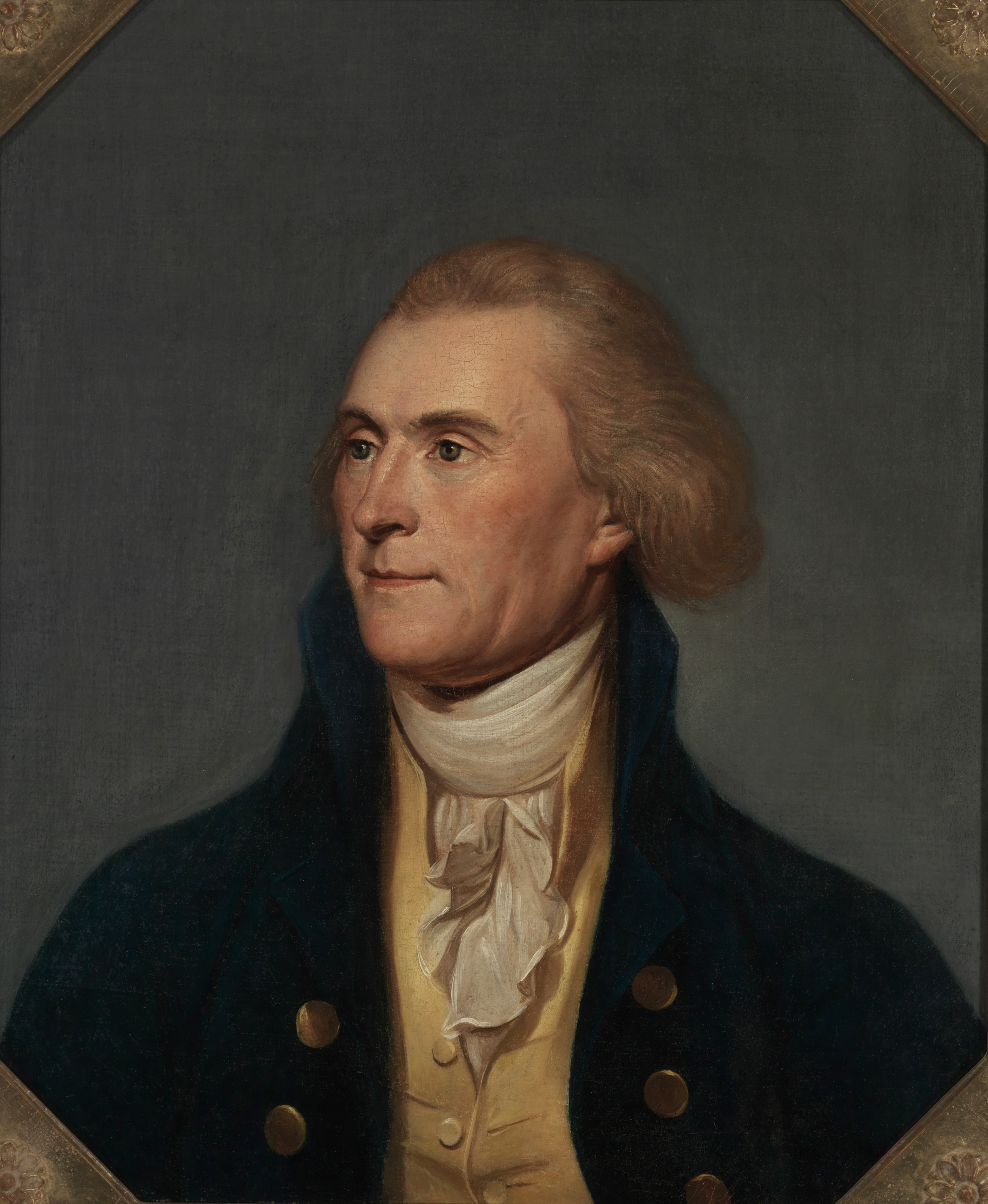
Thomas Jefferson
Aaron Burr

## Przebieg kampanii
Członkowie obu głównych frakcji politycznych prowadzili kampanię wyborczą często wychodząc poza swoje macierzyste regiony i stany, aby pozyskać jak największe ogólnokrajowe poparcie dla swoich kandydatów. Był to początek wczesnego systemu partyjnego w Stanach Zjednoczonych.
Kampania wyborcza była prowadzona za pomocą ulotek, pamfletów i artykułów publikowanych w gazetach wspierających danego kandydata. Obfitowała w liczne ataki nie tylko pod adresem kandydatów, ale także ich zwolenników.
Zwolennicy Thomasa Jeffersona zarzucali Johnowi Adamsowi, że wykazuje sympatie wobec ustroju monarchistycznego i spiskuje, aby uczynić swoich synów panami feudalnymi. Rozpuszczali też plotkę, jakoby Adams chciał ożenić swojego syna z angielską kobietą, oddać Stany Zjednoczone Wielkiej Brytanii i zostać królem. Nazywali go złośliwie His Rotundity (z ang. Jego Pękatość).
Federaliści nazywali Jeffersona ateistą, anarchistą, demagogiem, tchórzem, hochsztaplerem i mistyfikatorem. Nazywali go również frankofilem z powodu publicznego poparcia dla Rewolucji francuskiej, która była kontrowersyjna z powodu swojego brutalnego charakteru, szczególnie względem arystokracji oraz elit. Sam poseł pełnomocny Francji w Stanach Zjednoczonych Pierre Auguste Adet publicznie potępiał kandydaturę Johna Adamsa i zapewniał, że wybór Jeffersona poprawiłby relacje Stanów Zjednoczonych z Francją. Jeffersoniści próbowali zdystansować się od Adeta, ale federaliści wykorzystali oświadczenie Adeta, by powiązać Jeffersona z sympatykami Francji.
Sami kandydaci na prezydenta unikali ostrego języka i większej kampanii. Thomas Jefferson pozostał w swojej posiadłości Monticello w Charlottesville, a John Adams w Peacefield w Quincy. Aaron Burr przez 6 tygodni podróżował po stanach Nowej Anglii, promując swoją prezydenturę. W czasie wyborów w 1796 powstała pierwsza piosenka wyborcza w historii amerykańskich wyborów prezydenckich – Adams and Liberty, promująca kandydaturę Adamsa.
Alexander Hamilton chciał uniemożliwić wygraną zarówno Thomasowi Jeffersonowi, jak i Johnowi Adamsowi, więc przekonywał elektorów z północy, aby wybrali Thomasa Pinckneya na prezydenta, a elektorów z południa, by głosowali na kandydatów Partii Federalistycznej, a nie Partii Demokratyczno-Republikańskiej. Tym sposobem chciał doprowadzić do ostatecznego wyboru Pinckneya na prezydenta. Jego plan został jednak ujawniony, co bardziej przekonało elektorów z północy do poparcia swojego regionalnego kandydata, Johna Adamsa, i oddania drugiego głosu na kogoś innego, niż Thomas Pinckney.

## Wyniki wyborów

Mapa wyborcza Stanów Zjednoczonych w 1796 roku. Liczba na mapie określa liczbę przedstawicieli stanu w Kolegium Elektorów

Po raz pierwszy w wyborach swoich elektorów nominował stan Tennessee, który dołączył do Unii w 1796.

### Głosowanie powszechne
W sześciu stanach odbyły się wybory powszechne. Były to: Karolina Północna, Maryland, Massachusetts, New Hampshire, Pensylwania i Wirginia. W pozostałych stanach elektorzy byli wybierani przez stanową legislatulę.
Głosowanie powszechne odbyło się w dniach 2 – 13 listopada 1796 roku i wzięło w nim udział ok. 67 tys. osób.
| Kandydat | Kandydat         | Partia                             | Głosy  | %     |
| -------- | ---------------- | ---------------------------------- | ------ | ----- |
|          | John Adams       | Partia Federalistyczna             | 35 726 | 53,45 |
|          | Thomas Jefferson | Partia Demokratyczno-Republikańska | 31 115 | 46,55 |
| Razem    | Razem            | Razem                              | 66 841 | 100   |

### Kolegium Elektorów
3 grudnia 1796 odbyło się głosowanie Kolegium Elektorów, które zostało zatwierdzone 8 lutego 1797. John Adams uzyskał 71 głosów, przy 69 wymaganych do zwycięstwa. Drugie miejsce zajął Thomas Jefferson, uzyskując 68 głosów. Była to sytuacja precedensowa, gdyż po raz pierwszy i jedyny w historii urzędy prezydenta i wiceprezydenta zostały obsadzone przez kandydatów dwóch przeciwnych stronnictw politycznych. Współkandydat Adamsa, Thomas Pinckney, otrzymał 58 głosów. Współkandydat Jeffersona, Aaron Burr, otrzymał 30 głosów. Kolejne miejsca zajęli: Samuel Adams (15 głosów), Oliver Ellsworth (11 głosów), George Clinton (7 głosów), John Jay (5 głosów) i James Iredell (3 głosy). Pozostali kandydaci otrzymali 1 lub 2 głosy.
Adams zawdzięczał zwycięstwo głównie elektorom pochodzącym ze stanów północnych, podczas gdy stany południowe i zachodnie: Kentucky i Tennessee poparły w większości Jeffersona.
Wielu Elektorów oddało głosy na kandydatów dwóch różnych partii. Wszyscy elektorzy z Karoliny Południowej i jeden z Pensylwanii oddali głosy na Thomasa Jeffersona i Thomasa Pinckneya, a jeden elektor z Marylandu oddał swoje głosy na Jeffersona i Johna Adamsa. Choć George Washington publicznie ogłosił przejście na emeryturę, dwóch elektorów oddało na niego swoje głosy.
| Stan \ Kandydat     | John Adams | Thomas Jefferson | Thomas Pinckney | Aaron Burr | Samuel Adams | Oliver Ellsworth | George Clinton | John Jay | James Iredell | George Washington | John Henry | Samuel Johnston | Charles Cotesworth Pinckney | Razem |
| ------------------- | ---------- | ---------------- | --------------- | ---------- | ------------ | ---------------- | -------------- | -------- | ------------- | ----------------- | ---------- | --------------- | --------------------------- | ----- |
| Stan \ Kandydat     |            |                  |                 |            |              |                  |                |          |               |                   |            |                 |                             | Razem |
| Connecticut         | 9          | –                | 4               | –          | –            | –                | –              | 5        | –             | –                 | –          | –               | –                           | 9     |
| Delaware            | 3          | –                | 3               | –          | –            | –                | –              | –        | –             | –                 | –          | –               | –                           | 3     |
| Georgia             | –          | 4                | –               | –          | –            | –                | 4              | –        | –             | –                 | –          | –               | –                           | 4     |
| Karolina Południowa | –          | 8                | 8               | –          | –            | –                | –              | –        | –             | –                 | –          | –               | –                           | 8     |
| Karolina Północna   | 1          | 11               | 1               | 6          | –            | –                | –              | –        | 3             | 1                 | –          | –               | 1                           | 12    |
| Kentucky            | –          | 4                | –               | 4          | –            | –                | –              | –        | –             | –                 | –          | –               | –                           | 4     |
| Maryland            | 7          | 4                | 4               | 3          | –            | –                | –              | –        | –             | –                 | 2          | –               | –                           | 10    |
| Massachusetts       | 16         | –                | 13              | –          | –            | 1                | –              | –        | –             | –                 | –          | 2               | –                           | 16    |
| New Hampshire       | 6          | –                | –               | –          | –            | 6                | –              | –        | –             | –                 | –          | –               | –                           | 6     |
| New Jersey          | 7          | –                | 7               | –          | –            | –                | –              | –        | –             | –                 | –          | –               | –                           | 7     |
| Nowy Jork           | 12         | –                | 12              | –          | –            | –                | –              | –        | –             | –                 | –          | –               | –                           | 12    |
| Pensylwania         | 1          | 14               | 2               | 13         | –            | –                | –              | –        | –             | –                 | –          | –               | –                           | 15    |
| Rhode Island        | 4          | –                | –               | –          | –            | 4                | –              | –        | –             | –                 | –          | –               | –                           | 4     |
| Tennessee           | –          | 3                | –               | 3          | –            | –                | –              | –        | –             | –                 | –          | –               | –                           | 3     |
| Vermont             | 4          | –                | 4               | –          | –            | –                | –              | –        | –             | –                 | –          | –               | –                           | 4     |
| Wirginia            | 1          | 20               | 1               | 1          | 15           | –                | 3              | –        | –             | 1                 | –          | –               | –                           | 21    |
| Łącznie             | 71         | 68               | 59              | 30         | 15           | 11               | 7              | 5        | 3             | 2                 | 2          | 2               | 1                           | 138   |